# Pala di Castelfranco
La Pala di Castelfranco è un dipinto a olio su tavola di pioppo (200x152 cm) di Giorgione, databile al 1503-1504 circa, e conservato nella sua collocazione originaria in una cappella nel Duomo di Castelfranco Veneto. La straordinarietà dell'opera, che tanta influenza ebbe nell'arte veneta successiva, è data anche dal fatto che si tratta dell'unica pala d'altare realizzata dall'artista.

## Storia
Fu commissionata dal cavaliere di Rodi e condottiero della Repubblica Veneta, Tuzio Costanzo, per la cappella di famiglia nel duomo di Santa Maria Assunta e Liberale a Castelfranco, in occasione della morte del figlio Matteo a Ravenna, accaduta tra la primavera del 1504 e l'estate del 1505 nel corso di una campagna militare per conto della Repubblica di Venezia. Il defunto si trova ancora oggi raffigurato in un bassorilievo sulla lapide tombale, ora posta ai piedi dell'altare, ma originariamente murata al lato della cappella.
Come tutte le altre opere di Giorgione, anche questa è stata realizzata per una famiglia dalla classe sociale elevata: non si tratta di una committenza ecclesiastica.
Il 10 dicembre 1972 la pala fu trafugata dal duomo di Castelfranco Veneto e ritrovata dopo circa tre settimane in un casolare abbandonato, sembra dopo il pagamento di un riscatto. Dal 2006 è stata riportata, dopo aver subito un lungo restauro, al luogo d'origine.

## Descrizione e stile
Il dipinto raffigura la Madonna col Bambino su un alto trono, a sua volta sopra un basamento che poggia su un sarcofago di porfido, con lo stemma della famiglia Costanzo. Probabilmente la volontà di far rivolgere uno sguardo triste e assorto al reale sarcofago, che idealmente racchiudeva il figlio morto del committente, condizionò l'organizzazione iconografica della scena, creando quella che potrebbe essere definita come un'altissima piramide, con al vertice la testa della Vergine e alla base i due santi che si trovano in basso davanti a un parapetto: a destra Francesco (ripreso dalla Pala di San Giobbe di Giovanni Bellini) e a sinistra Nicasio (identificabile dall'insegna dei cavalieri  ospitalieri di San Giovanni di Gerusalemme). In passato si erano fatti i nomi per quest'ultimo di san Giorgio o san Liberale, patrono della città di Treviso: più realisticamente si tratta del martire Nicasio venerato, spesso insieme con Francesco, soprattutto a Messina, città natale di Tuzio, considerato che il fratello e un figlio erano cavalieri dell'ordine gerosolimitano di Rodi, che poi diverrà il Sovrano Ordine di Malta; i due santi raffigurano simbolicamente, come avviene spesso in Giorgione, anche le due parti del motto dell'Ordine gerosolimitano: "Tuitio Fidei (difesa della fede) et Obsequium Pauperum (ossequio dei poveri)". Entrambi i santi rivolgono il loro sguardo all'ipotetico osservatore, facendo da tramite tra il mondo reale e quello divino.
Lo stemma "parlante" della famiglia Costanzo raffigura sei coste (Costanzo-coste o costole) con una banda rossa, ed è ben evidente, al centro del sarcofago di porfido, sotto il trono della Madonna. Non è chiaro il motivo per cui i nobili Costanzo si fossero stanziati a Castelfranco Veneto, poiché la famiglia era originaria del Regno di Napoli, un ramo della capitale partenopea e l'altro ramo da Messina.
L'artista abbandonò, rispetto ai modelli lagunari, il tradizionale sfondo architettonico, impostando un'originale partizione: una metà terrena inferiore, con il pavimento a scacchi in prospettiva e un parapetto liscio di colore rosso come fondale (in realtà sembrerebbe un telone srotolato attorno alla struttura di sostegno cilindrica) e una metà celeste superiore, con un paesaggio ampio e profondo, formato da campagne e colline e popolato a destra da due minuscole figure di guerrieri in armatura (allusione al tema della guerra e della pace) e a sinistra da un borgo fortificato, dove si distingue lo stemma del Leone di San Marco con la sommità in ricostruzione, perché in parziale rovina. La continuità è però garantita dall'uso perfetto della luce atmosferica, che unifica con toni morbidi e avvolgenti i vari piani e le figure, pur nelle differenze dei vari materiali: dalla lucidità dell'armatura di san Nicasio, alla morbidezza dei panni della Vergine.
Stilisticamente la pala è costruita attraverso un tonalismo dato dalla progressiva sovrapposizione di velature a strati colorati, che rendono il chiaroscuro morbido e avvolgente. La forma piramidale, qui portata a un'estrema purezza compositiva, deriva da opere come la Pala di San Cassiano di Antonello da Messina, oggi a Vienna, o la Pala dei Santi Giovanni e Paolo di Giovanni Bellini, perduta in un incendio, già nella Basilica di San Zanipolo.